# Les pel·lícules del meu pare
Pour plus de détails, voir Fiche technique et Distribution.
Les pel·lícules del meu pare (en espagnol : Las películas de mi padre, en français : « Les films de mon père ») est un film espagnol réalisé par Augusto Martínez Torres et sorti en 2007.
Le film est une pseudo-autobiographie du réalisateur Augusto Torres.

## Fiche technique
- Titre original catalan : Les pel·lícules del meu pare
- Titre espagnol : Las películas de mi padre
- Réalisation : Augusto Martínez Torres
- Scénario : Augusto Martínez Torres
- Musique :
- Photographie :
- Montage :
- Ingénieur du son :
- Producteur :
- Société de production : Els Quatre Gats Audiovisuals
- Société de distribution :
- Pays d’origine : Espagne
- Langues : catalan, espagnol, italien, français, anglais
- Format : Couleur
- Genre : drame
- Lieux de tournage : Barcelone (Catalogne, Espagne)
- Durée : 98 minutes
- Date de sortie :
  -  Espagne : 11 mai 2007

## Distribution
- Karme Málaga : la fille
- Ariadna Cabrol : l'amie de la cinémathèque
- Marisa Lull : elle-même
- Carlo D'Ursi : Fabrizio
- Paloma Aristegui : elle-même
- Cecilia Bayonas : elle-même
- Beatriz Benguria : elle-même
- Jaime Chávarri : lui-même
- Charo Ema : elle-même
- Ana Gurruchaga : elle-même
- Ramón Martos : lui-même
- Vicente Molina Foix : lui-même
- Alicia Olmo : elle-même
- Silvia Ortiz : elle-même
- Manuel Pérez Estremera : lui-même
- Marisa Paredes